# Aleem Ford
Aleem Ford (Lawrenceville, Georgia, 22 de diciembre de 1997) es un jugador de baloncesto estadounidense, de ascendencia puertorriqueña, que pertenece a la plantilla de los Leones de Ponce de la BSN. Con 2,03 metros de estatura, juega en la posición de alero.

## Trayectoria deportiva

### Universidad
Jugó cuatro temporadas con los Badgers de la Universidad de Wisconsin, en las que promedió 6,5 puntos y 3,3 rebotes por partido.

#### Estadísticas
| Año     | Equipo    | PJ  | PT | MPP  | %TC  | %3P  | %TL   | RPP | APP | ROB | TPP | PPP |
| ------- | --------- | --- | -- | ---- | ---- | ---- | ----- | --- | --- | --- | --- | --- |
| 2017–18 | Wisconsin | 33  | 20 | 24.4 | .400 | .409 | .818  | 2.8 | .9  | .3  | .2  | 5.8 |
| 2018–19 | Wisconsin | 31  | 0  | 13.8 | .340 | .288 | 1.000 | 1.9 | .4  | .3  | .1  | 3.1 |
| 2019–20 | Wisconsin | 31  | 31 | 25.1 | .432 | .342 | .694  | 4.4 | 1.1 | .5  | .4  | 8.6 |
| 2020–21 | Wisconsin | 31  | 31 | 26.4 | .406 | .341 | .781  | 4.1 | 1.1 | .6  | .5  | 8.7 |
| Total   | Total     | 126 | 82 | 22.5 | .403 | .348 | .763  | 3.3 | .9  | .4  | .3  | 6.5 |

### Profesional
Tras no ser elegido en el Draft de la NBA de 2021, Inició su carrera profesional en los Leones de Ponce del Baloncesto Superior Nacional puertorriqueño, luego de ser seleccionado primero en su draft. En 32 partidos, promedió 7,6 puntos, 2,7 rebotes, 0,8 asistencias, 0,4 robos y 0,2 tapones.
El 4 de noviembre de 2021 firmó contrato con los Lakeland Magic de la NBA G League. En 12 partidos promedió 9,6 puntos, 4,4 rebotes y 1,3 asistencias en 28,1 minutos de media por encuentro.
El 17 de diciembre de 2021, Ford fue uno de los cuatro jugadores firmados con contratos de 10 días por los Orlando Magic de la NBA, cuando el equipo no tenía suficientes jugadores para jugar su partido en casa esa noche debido a los protocolos COVID-19 de la liga.
El 21 de octubre de 2023, Ford firmó con los Cleveland Cavaliers, pero fue despedido el mismo día, y una semana después, firmó con los Cleveland Charge de la NBA G League. El 4 de marzo de 2024 fue traspasado a los Wisconsin Herd.
El 28 de octubre de 2024 se unió a los Rip City Remix.
[actualizar]

### Selección nacional
Durante agosto y septiembre de 2023 fue integrante de la selección de Puerto Rico que participó en el Mundial de 2023 celebrado en Asia, y que finalizó en decimosegundo lugar.
Entre julio y agosto de 2024 fue parte de la selección absoluta de Puerto Rico, que disputó los Juegos Olímpicos de París, finalizando en decimosegunda posición.

## Estadísticas de su carrera en la NBA

### Temporada regular
| Año     | Equipo  | PJ | PT | MPP  | %TC  | %3P  | %TL | RPP | APP | ROB | TPP | PPP |
| ------- | ------- | -- | -- | ---- | ---- | ---- | --- | --- | --- | --- | --- | --- |
| 2021-22 | Orlando | 5  | 0  | 14.8 | .300 | .133 | —   | 3.0 | .4  | .2  | .0  | 2.8 |
| Total   | Total   | 5  | 0  | 14.8 | .300 | .133 | —   | 3.0 | .4  | .2  | .0  | 2.8 |